# Comtessa (Gelat)
Comtessa (Coneguda internacionalment com a Viennetta) és un gelat  britànic fet per Frigo. La Comtessa es ven de diferents sabors, incloent nata, xocolata i ametlles i torró. A d'altres països es comercialitza amb sabor de menta i de festuc.

## Història

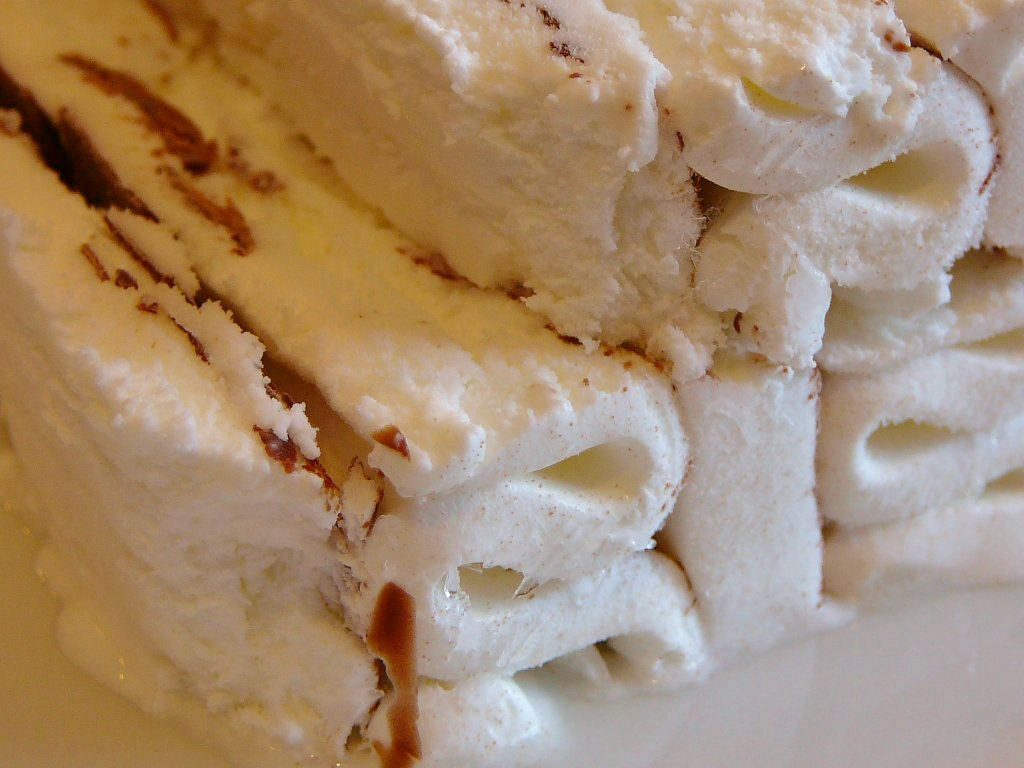
Primer pla d'una Comtessa

Viennetta va ser llençada al 1982 per la empresa gelatera Wall's (el nom britànic de la marca amb el símbol del cor), usant una tècnica per Kevin Hillman, manager d'R+D a la fàbrica de Wall's a Gloucester, i Ian Butcher.
La Viennetta original era un producte italià que consistia en capes de gelat de vainilla amb capes polvorejades de succedani de la xocolata. Les capes del gelat eren expulsades, una darrera l'altre, a safates a sobre d'una cinta transportadora. La velocitat d'extrusió era major que la velocitat de la cinta cosa que provoca l'engalanament o agrupació del gelat; cada capa era extrudida a una velocitat diferent de la capa anterior. L'efecte final era similar a una sèrie d'ones arrissant a través del producte, donant un efecte concertina a la confecció resultant.
A Espanya arriba a l'any 1983 sota el nom de Comtessa, ja que per problemes legals no se li va poder posar el nom original. Finalment al 1998 adquireix el nom original, però al febrer de 2019 recupera el nom de Comtessa després que Frigo fes una enquesta en que el 97% dels enquestats reconegués que seguien usant aquest nom i el 100% demanés que el recuperessin.

## Disponibilitat
Llançada originàriament com un postre de porcions múltiples, el seu succés després de ser venuda als restaurants de KFC i Pizza Hut va portar a Unilever, propietaris de Wall's, a produir diferents sabors i mides.
Es ven a qualsevol supermercat d'Itàlia, com d'Alemanya i Àustria, Austràlia i Nova Zelanda. Als Estats Units i altres països americans es pot trobar en llocs seleccionats, mentre que a Canada ja no es fabrica. Al Japó es ven per la marca Morinaga.